# Heinz Schneiter
Heinz Schneiter (Thun, 1935. április 12. – 2017. július 6.) svájci német labdarúgóhátvéd, edző.
A svájci válogatott tagjaként részt vett az 1962-es és az 1966-os labdarúgó-világbajnokságon.